# پنتیوم پرو
پنتیوم پُرو (به انگلیسی: Pentium Pro) نسل ششم ریزپردازنده‌های ایکس۸۶ می‌باشد که توسط کمپانی اینتل تولید و توسعه داده شد و در تاریخ ۱ نوامبر ۱۹۹۵ معرفی گردید. اینتل، ریزپردازنده‌های پی ۶ (که با نام اینتل ۶۸۶ نیز شناخته می‌شوند) را با این نیت که به‌طور کامل جایگزین ریزپردازنده‌های قدیمی پنتیوم شوند معرفی کرد. در حالیکه در ریزپردازنده‌های پنتیوم و پنتیوم ام ام ایکس به ترتیب ۳٫۱ و ۴٫۵ میلیون ترانزیستور وجود دارد، ریزپردازنده پنتیوم پُرو به‌طور نسبی ۵٫۵ میلیون ترانزیستور را در خود جای داده است. اینتل بعداً ضخامت این ریزپردازنده‌ها را به منظور استفاده در سرورها و دسکتاپ‌های جدید، کاهش داد و این ریزپردازنده در ابررایانه‌های مثل ASCI Red مورد استفاده قرار گرفت. پنتیوم پُرو برای پیکربندی دوال و کواد نیز مستعد بود. پنتیوم پُرو فقط با یک شکل چهار ضلعی تولید می‌شد و فقط می‌توانست بر روی سوکت ۸ نصب گردد. پنتیوم پُرو توانست با معرفی Pentium II Xeon در سال ۱۹۹۸ به موفقیت دست یابد. با پشتیبانی پنتیوم پُرو، ASCI Red توانست به اولین ابررایانه‌ای تبدیل شود که توانسته بود به سرعت ترافلاپ دست پیدا کند.

## ریز معماری

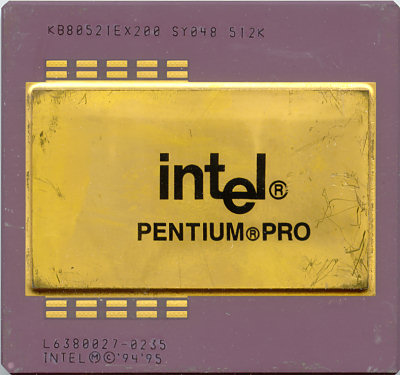
پنتیوم پُرو ۲۰۰ مگاهرتزی با حافظه نهان ۵۱۲ کیلو بایتی از نوع L2

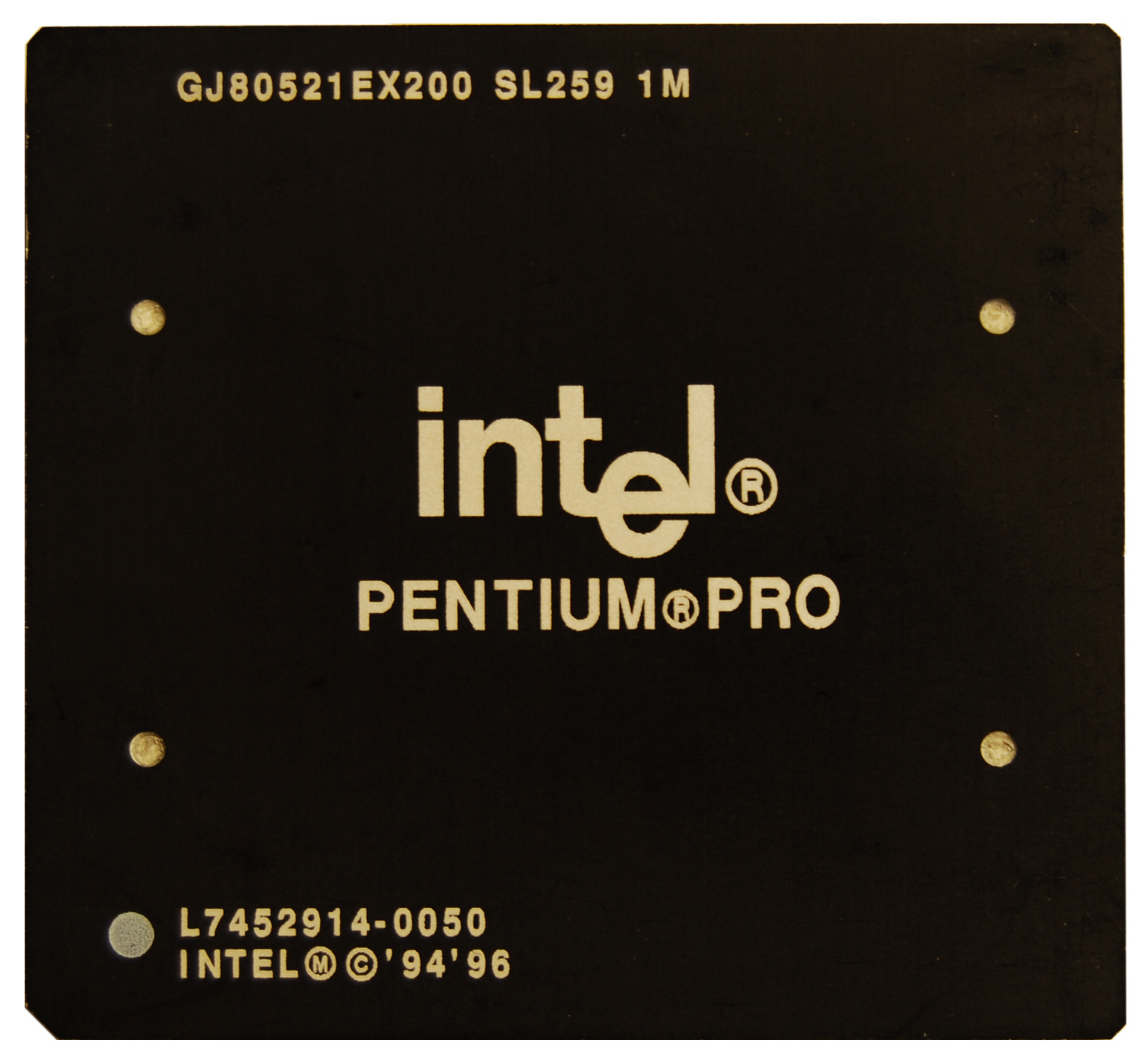
پنتیوم پُرو ۲۰۰ مگاهرتزی با حافظه نهان ۱ مگا بایتی از نوع L2

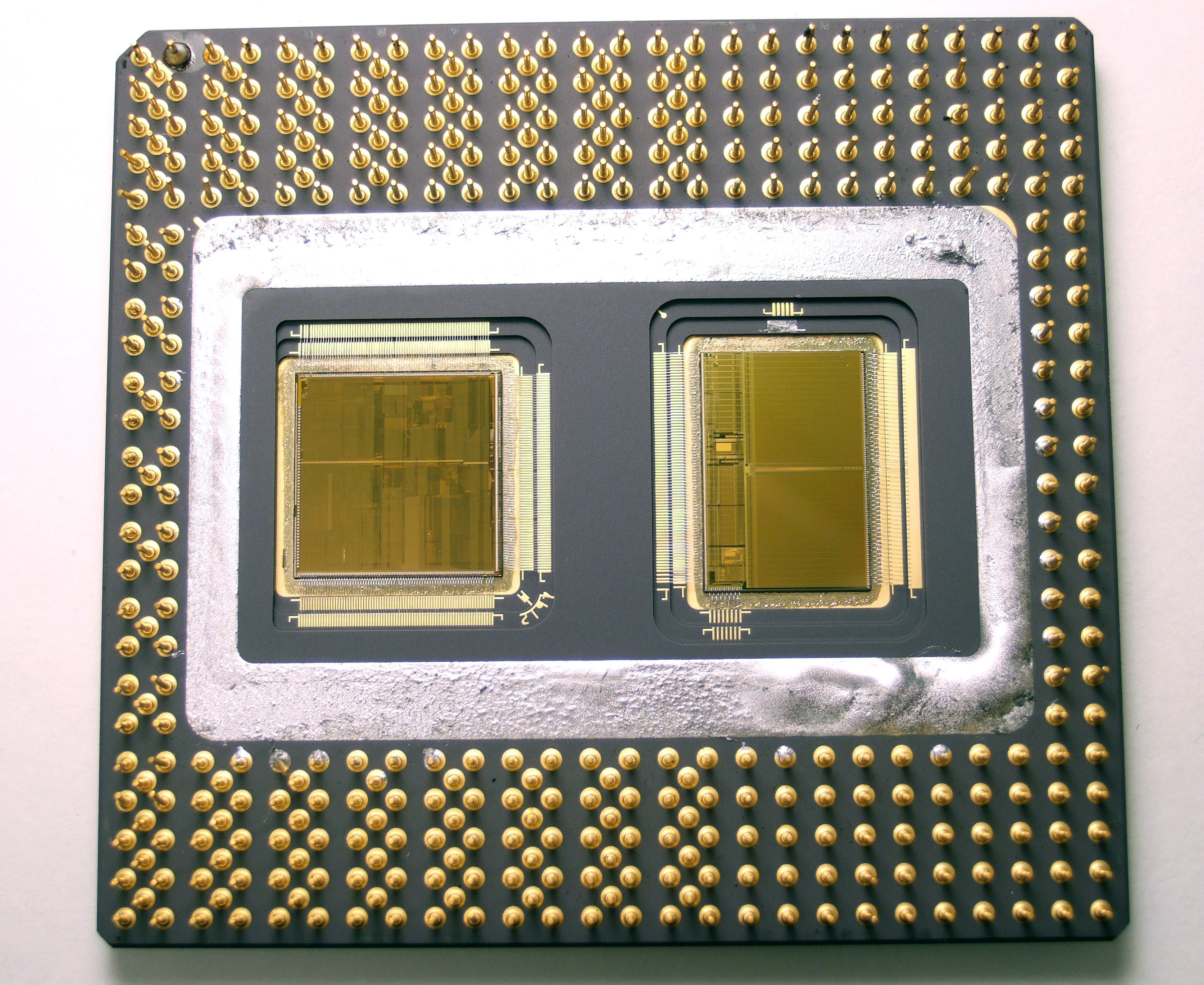
پنتیوم پُروی ۲۵۶ کیلو بایتی.

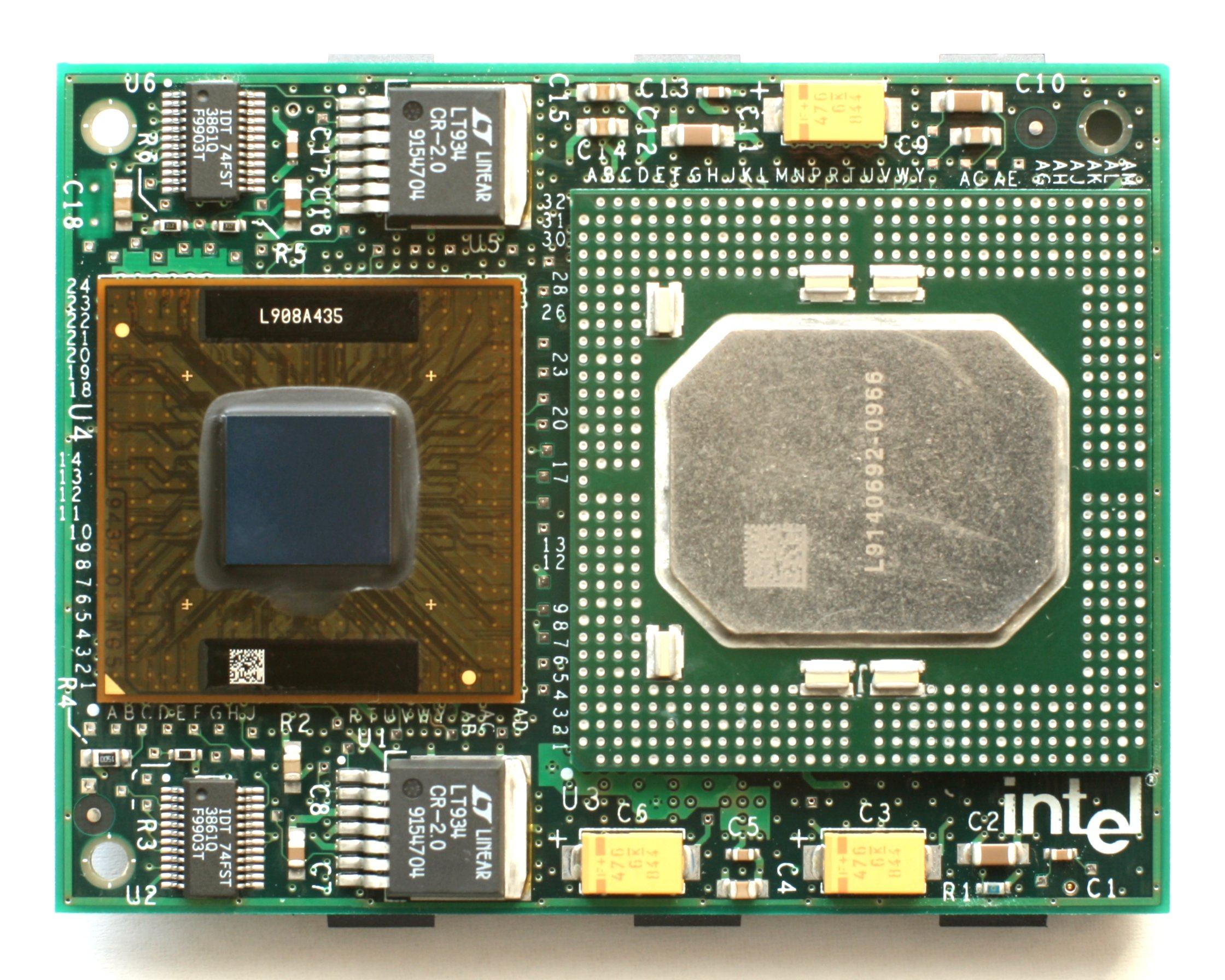
پنتیوم دو اوردرایو به همراه خنک‌کننده‌ای که جدا شده. هسته در سمت چپ قرار دارد. حافظه نهان ۵۱۲ کیلو بایتی در سمت راست قرار دارد.

### خلاصه
پنتیوم پُرو نامی نیست که بتواند به‌طور کامل حق مطلب را ادا کند، چون ریز پردازنده‌های پنتیوم پُرو از یک ریز معماری کاملاً جدید بهره می‌برند و نسبت به ریزپردازنده‌های پنتیوم، چیزی بیشتر از یک پسوند همراه خود دارند. با توجه به اینکه پنتیوم پُرو از خط لوله ۱۲ تاای و مخزن دستورالعمل استفاده می‌کند، از جرگه ریزپردازنده‌های پنتیوم جدا می‌شود. پنتیوم پُرو (پی ۶) یک سری ویژگی‌های پیشرفته دارد که در سری پنتیوم دیده نمی‌شود، هر چند اولین ریزپردازنده سری ایکس۸۶ نیست که این ویژگی‌ها را داراست. خط لوله پنتیوم پُرو دارای یکسری پایه اضافه برای رمزگشایی می‌باشد که ترجمه پویای دستورالعمل‌های ۳۲ بیتی و بافر کردن آن هادر صف ریز عمل را فراهم می‌کند که بدین وسیله می‌تواند آن‌ها را برای سامان دهی دستوراهای موازی که ممکن است هم‌زمان یک واحد اجرایی را صدا زنند، آنالیز، ثبت یا تغیر نام دهد. پنتیوم پُرو ویژگی‌هایی مثل Speculative execution دارد که از طریق register renaming شرایطی برای اجرای Out-of-order دستوراهای مهیا می‌کند. پنتیوم پُرو همچنین یک گذرگاه آدرس ۳۶ بیتی گسترده‌تر دارد که توانایی پشتیبانی از حافظه تا ۶۴ گیگابایت را برای آن به ارمغان آورده است.